# Eriks Ādamsons
Eriks Ādamsons (22. června 1907, Riga, Lotyšsko – 28. února 1946, tamtéž) byl lotyšský básník a spisovatel. Jeho tvorba je syntézou lyriky lotyšských lidových písní, vlivu prerafalitií a tzv. jezerních básníků.

## Díla (výběr)
- Sudrabs ugunī - (Stříbro v ohni) - 1932, básnická sbírka
- Smalkās kaites - 1937, románová sbírka
- Saules pulkstenis - (Sluneční hodiny) - 1941, básnická sbírka
- Lielais spītnieks - 1942, románová sbírka